# Lilla Mölnesjön
Lilla Mölnesjön är en sjö i Göteborgs kommun i Västergötland och ingår i Göta älvs huvudavrinningsområde. Lilla Mölnesjön ligger i Vättlefjäll Natura 2000-område.

## Bilder

Lilla Mölnesjön
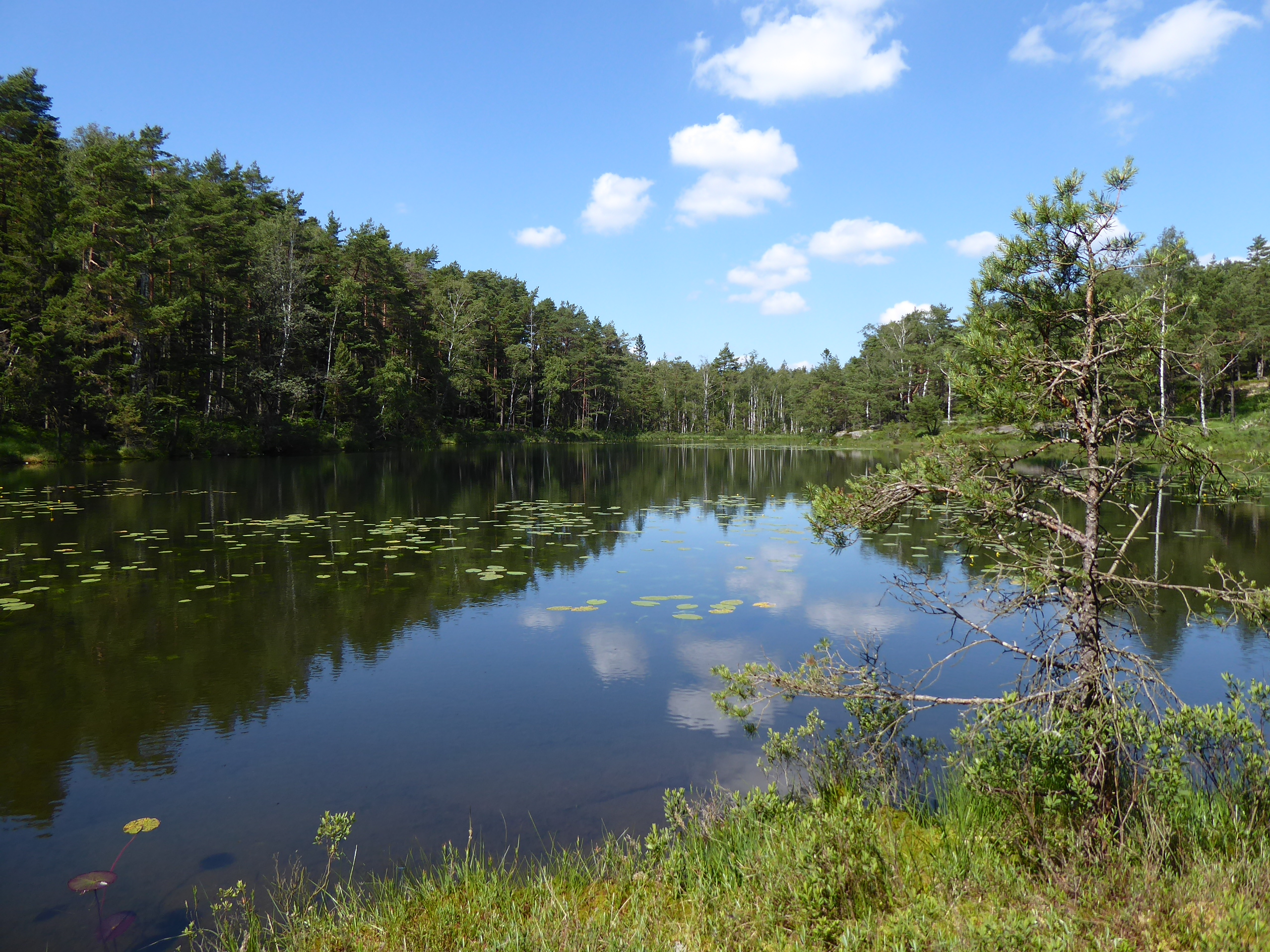
Lilla Mölnesjön söderifrån i juni 2024.
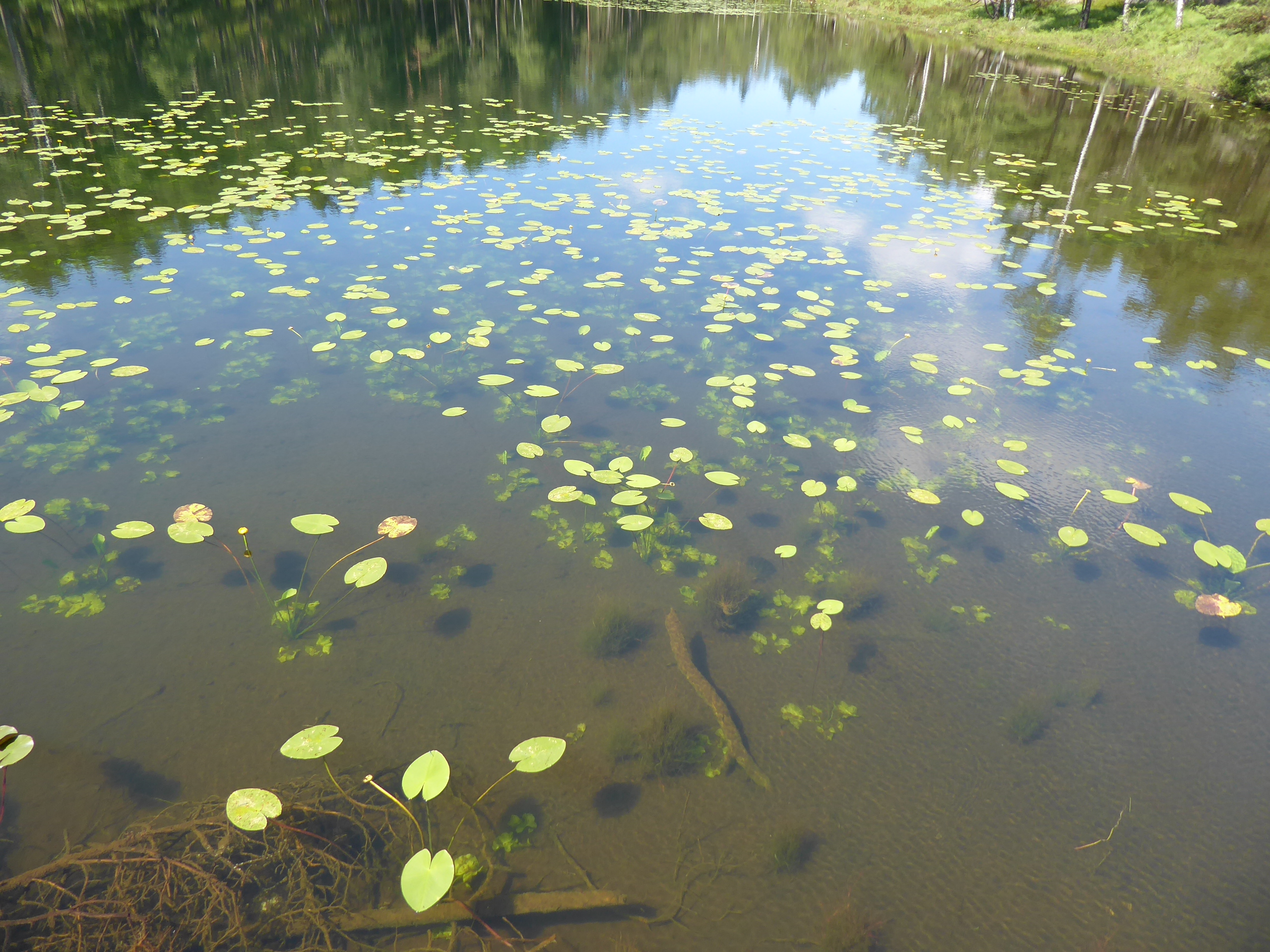
Lilla Mölnesjöns klara vatten i juni 2024.